# Jochen Strodthoff
Jochen Strodthoff (* 22. Mai 1967 in Bremen) ist ein deutscher Film- und Theaterschauspieler, Regisseur und Drehbuchberater.

## Leben
Jochen Strodthoff absolvierte sein Schauspielstudium von 1990 bis 1994 am Mozarteum in Salzburg mit dem Abschluss Master of Arts (M.A.). Es folgten Engagements in Ingolstadt und Göttingen, dann löste er sein Festengagement auf und zog 1999 nach München, wo er als Performer und Regisseur in der Freien Szene arbeitet und auf diversen Festivals zu Gast war.
Strodthoff hatte seinen ersten nennenswerten Theaterauftritt 1994 bei den Salzburger Festspielen in der Rolle als Freier in Die Riesen vom Berge nach Luigi Pirandello, bei dem Luca Ronconi Regie führte. Sein erstes festes Engagement hatte er 1994 am Stadttheater Ingolstadt, wo er die Rolle des „Caliban“ in Der Sturm (William Shakespeare) unter der Regie von Michael Bleiziffer spielte. Am Jungen Theater Göttingen spielte er 1997 den „Mercutio“ in Romeo und Julia (Regie: Rolf Johannsmeier), „Sid Vicious“ in Agnes Gieses Inszenierung von Sid und Nancy und 1998 den „Karl Moor“ in Die Räuber (Regie: Rolf Johannsmeier). Ab 2000 trat er auf namhaften Bühnen auf, darunter die Vereinigten Bühnen Bozen, das Schauspielhaus in Wien und das Schauspiel Frankfurt, und war in diversen Freien Theaterprojekten aktiv.
Mit Judith Al Bakri gründete er 2006 auch die Performancegruppe „Hunger&Seide“, die deutschlandweit aktiv ist. Hierfür arbeitet er als Produzent, Regisseur und Performer. Bühnen in seiner Wahlheimatstadt München, auf denen er seit 2006 vorwiegend mit dem Kollektiv Hunger&Seide zu sehen war, sind das TamS, das Pathos München, das Theater Schwere Reiter und die Muffathalle. Daneben inszeniert er an deutschen Bühnen. Seine Arbeiten waren auf diversen Theaterfestivals eingeladen.
Strodthoff, der auch als Hörbuchregisseur tätig ist, absolvierte 2011 eine Weiterbildung zum Diplom-TV-Producer mit dem Schwerpunkt Stoffentwicklung an der Bayerischen Akademie für Fernsehen und Digitale Medien (BAF) bei Wolfgang Kirchner und schloss eine langjährige Ausbildung als Drehbuchberater ab. Seitdem ist er als freier Filmdramaturg für die Drehbuchberatung „the human factor“ tätig. Er ist Mitglied im Verband für Film- und Fernsehdramaturgie (VeDRA).
Er ist Mitglied im Paul-Klinger-Künstlersozialwerk e.V., das sich für Künstlerinnen und Künstler aller Gewerke einsetzt.

## Filmografie (Auswahl)
Darsteller:
- 2005: Damals warst Du still – Die Stimmen III (TV-Film; Regie: Rainer Matsutani)
- 2006: Finger weg vom schwarzen Mann (Kurzfilm; Regie: Mara Eibl-Eibesfeldt)
- 2006: Aphrodites Nacht (Regie: Carolin Otto)
- 2007: Wie es bleibt
- 2008: Zwei Zivis zum Knutschen (TV-Film; Regie: Matthias Lehmann)
- 2008: 112 – Sie retten dein Leben, 1. Staffel, Folge 70 (TV-Serienepisode)
- 2010: Picco (Regie: Philip Koch)
- 2010: Morgen das Leben (Regie: Alexander Riedel)
- 2010: Polizeiruf 110 – Denn sie wissen nicht, was sie tun (Folge 322 der TV-Reihe; Regie: Hans Steinbichler)
- 2011: SOKO 5113: Eine bessere Welt (TV-Serienepisode) | Regie Bodo Schwarz
- 2012: Traurigkeit und Sex und Wahrheit (Kurzspielfilm) | Regie Johannes Rosenstein
- 2012: Zappelphilipp | Regie Connie Walther
- 2012: Tatort – Ein neues Leben (Folge 848 der TV-Reihe) | Regie Elmar Fischer
- 2013: Lerchenberg: Sascha hautnah (TV-Serienepisode) | Regie Felix Binder
- 2013: Tatort – Aus der Tiefe der Zeit (Folge 884 der TV-Reihe) | Regie Dominik Graf
- 2013: Fack ju Göhte | Regie Bora Dagtekin
- 2014: Die Chefin: Tödliche Seilschaften (TV-Serienepisode) | Regie Florian Kern
- 2015: Sturm der Liebe (TV-Serie; drei Episoden in der Rolle „Thomas Bauer“)
- 2015: München 7 (TV-Serie) | Regie Franz Xaver Bogner
- 2016: Fünf vor 12 (TV-Serie) | Regie Niklas Weise
- 2017: Zaun an Zaun (TV-Film) | Regie Peter Gersina
- 2017: WaPo Bodensee (Fernsehserie, Folge Die letzte Fahrt)
- 2018: Hubert und Staller: Spieglein (TV-Serienepisode) | Regie Carsten Fiebeler
- 2018: Der Staatsfeind (TV-Miniserie) | Regie Felix Herzogenrath
- 2019: All I never wanted (Spielfilm) | Regie Leonie Stade und Annika Blendl
- 2019: Zu zweit allein (Spielfilm) | Regie Sabine Koder
- 2021: Tatort – Rettung so nah (Folge 1155 der TV-Reihe) | Regie Isabel Braak
- 2022: Die Toten am Meer – Der Wikinger
- 2024: SOKO Donau/SOKO Wien – Die Affäre des Max H. (Fernsehserie)

Drehbucharbeiten:
- 2007: Tohuwabohu (Kurzfilm; Drehbuch mit Mara Eibl-Eibesfeldt; Regie: Mara Eibl-Eibesfeldt)

## Hörbuchregie
- 2006: Fahrt auf dem Orinoko – Reisebericht in Auszügen (Alexander von Humboldt); gelesen von Johannes Steck
- 2007: Rote Ratten – Oberinspektor Chens vierter Fall (Qiu Xiaolong); gelesen von Johannes Steck
- 2007: Reisegeschichten (Ephraim Kishon); gelesen von Johannes Steck
- 2007: Neue Autofahrergeschichten (Ephraim Kishon); gelesen von Johannes Steck
- 2009: Die Chemie des Todes (Simon Beckett)

## Theater (Auswahl)
- 2006: Henrik Ibsen: Hedda Gabler – Regie: Thomas Luft – Lowborg (Theaterlust München)
- 2007: Morten Feldmann: Männergespräche – Regie: Eva Niedermeiser – Jakob (Theater 44)
- 2009: Taxi – Regie: Hunger&Seide – Performer (Pathos München)
- 2011: Wer ist dein Wolf? – Regie: Hunger&Seide – Performer (Schwere Reiter)
- 2016: Schwarz – Regie: Hunger&Seide – Performer (Muffathalle)

## Auszeichnungen
- 2010: Förderpreis Neues Deutsches Kino in der Kategorie „Darsteller“ für Morgen das Leben
- 2011: Goldene Schallplatte für das Hörbuch  Die Chemie des Todes
- 2012: George-Tabori-Förderpreis mit „Hunger&Seide“